# بيلي فلين (ممثل)
بيلي فلين (بالإنجليزية: Billy Flynn)‏ مواليد 29 مايو 1985 في منيابولس، الولايات المتحدة، هو ممثل أمريكي بدأ مسيرته الفنية سنة 2013. درس في جامعة سانت كلاود.

## الأعمال
- هاواي فايف أو (2014)
- أيام حياتنا (2014)

## الجوائز
| السنة | الجائزة             | الفئة                                               | النتيجة | مرجع  |
| ----- | ------------------- | --------------------------------------------------- | ------- | ----- |
| 2017  | جائزة إيمي داي تايم | جائزة إيمي داي تايم لأفضل ممثل رئيسي في مسلسل دراما | رُشِّح     | [ 2 ] |

## روابط خارجية
- بيلي فلين على موقع IMDb (الإنجليزية)